# Heilig Hartbeeld (Castenray)
Het Heilig Hartbeeld is een standbeeld in de Nederlandse plaats Castenray.

## Achtergrond
Het Heilig Hartbeeld uit 1931 werd gemaakt door Jac. Sprenkels als geschenk voor een veertigjarig huwelijksjubileum en geplaatst in de St. Michaelkerk in Hazerswoude. Deze kerk werd in 1977 gesloten, waarna het beeld op een aantal plaatsen verbleef voor het in 2003 werd overgedragen aan de parochie in Castenray. Castenray had al in 1926 een Heilig Hartbeeld van de hand van Karel Lücker, maar dat was tijdens de Tweede Wereldoorlog onherstelbaar beschadigd geraakt toen door de Duitsers de kerktoren werd opgeblazen.

## Beschrijving
Een stenen Christusfiguur, met nimbus, houdt zegenend zijn rechterhand geheven, de linkerhand wijst naar een vlammend hart, met doornenkroon, kruisje en stralenkrans, op zijn borst. Het beeld staat op een eenvoudige bakstenen sokkel.